# العلاقات الأندورية الإكوادورية
العلاقات الأندورية الإكوادورية هي العلاقات الثنائية التي تجمع بين أندورا والإكوادور.

## مقارنة بين البلدين
هذه مقارنة عامة ومرجعية للدولتين:
| وجه المقارنة                                              | أندورا                                                     | الإكوادور                      |
| --------------------------------------------------------- | ---------------------------------------------------------- | ------------------------------ |
| المساحة (كم2)                                             | 468                                                        | 283.56 ألف                     |
| عدد السكان (نسمة)                                         | 76.18 ألف                                                  | 16.62 مليون                    |
| الكثافة السكانية (ن./كم²)                                 | 16.28 ألف                                                  | 58.61                          |
| العاصمة                                                   | أندورا لا فيلا                                             | كيتو                           |
| اللغة الرسمية                                             | اللغة الكتالونية                                           | اللغة الإسبانية، كيشوا ‏، شوار ‏ |
| العملة                                                    | يورو                                                       | دولار أمريكي، سوكري إكوادوري   |
| الناتج المحلي الإجمالي (بليون دولار)                      | 3.01 مليار                                                 | 103.06 مليار                   |
| الناتج المحلي الإجمالي (تعادل القوة الشرائية) بليون دولار |                                                            | 185.24 مليار                   |
| الناتج المحلي الإجمالي الاسمي للفرد دولار أمريكي          |                                                            | 6.21 ألف                       |
| الناتج المحلي الإجمالي للفرد دولار أمريكي                 |                                                            | 11.37 ألف                      |
| مؤشر التنمية البشرية                                      | 0.858                                                      | 0.746                          |
| رمز المكالمات الدولي                                      | +376                                                       | +593                           |
| رمز الإنترنت                                              | .ad                                                        | .ec                            |
| المنطقة الزمنية                                           | ت ع م+01:00، توقيت وسط أوروبا، ت ع م+02:00، أوروبا/أندورا ‏ | 00                             |

## منظمات دولية مشتركة
يشترك البلدان في عضوية مجموعة من المنظمات الدولية، منها:
| علم المنظمة | اسم المنظمة                   | تاريخ انضمام أندورا | تاريخ انضمام الإكوادور |
| ----------- | ----------------------------- | ------------------- | ---------------------- |
|             | الاتحاد الدولي للاتصالات      | 12 نوفمبر 1993      | 17 أبريل 1920          |
|             | منظمة حظر الأسلحة الكيميائية  | ?                   | ?                      |
|             | يونسكو                        | 20 أكتوبر 1993      | 22 يناير 1947          |
|             | الأمم المتحدة                 | 28 يوليو 1993       | 21 ديسمبر 1945         |
|             | منظمة الشرطة الجنائية الدولية | ?                   | ?                      |

## وصلات خارجية
- موقع وزارة الخارجية الأندورية
- موقع وزارة الخارجية الإكوادورية